# تیم ملی والیبال زنان هنگ کنگ
تیم ملی والیبال زنان هنگ کنگ (انگلیسی: Hong Kong women's national volleyball team) تیم ملی والیبال مختص زنان هنگ‌کنگی است که به عنوان نماینده هنگ‌کنگ در رقابت‌های رسمی و دوستانه با حریفان به رقابت می‌پردازند.